# Grøn anarkisme
Den grønne anarkisme lægger særligt vægt på miljø og økologi, hvor de andre anarkistiske retninger lægger vægt på sociale forhold. Grønne anarkister kan beskrives som anti-civilisations anarkister, og somme tider anarko-primitivister, selv om det ikke er alle grønne anarkister og anti-civilisations anarkister der er primitivister. Ligeledes er der en stærk kritik af teknologien blandt grønne anarkister, selvom det ikke er alle der afviser den fuldstændigt.
Den kritik som grønne anarkister stiller op, fokuserer på de dominerende institutioner der udgør samfundet, og som i overbevisningen hører ind under den brede betegnelse "civilisationen". Disse institutioner inkludere stat, kapitalisme, globalisering, hierarki, patriarkat, tilpasning, videnskab, teknologi, arbejde osv. Disse institutioner er, ifølge grønne anarkister (og mange andre), direkte destruktive, fremmedgørende og udnyttende overfor både mennesker og miljø, og kan derfor ikke reformeres eller forandres. "Bevægelsen" afviser generelt ideen om at benytte sig af det nuværende politiske system, og foretrækker direkte og autonome aktioner, sabotage, oprør, løsrevet økologiske leveformer og at genvilde sig selv med naturen som en form for meningsfuld forandring.
Med den stigende udnyttelse eller rovdrift, alt efter opfattelse, af og på naturen, særligt siden kapitalismens indførelse, søger grønne anarkister et opgør med kapitalismen for at skabe et anarkistisk samfund, hvor natur og mennesker kan eksistere sammen uden menneskelige ødelæggelser. Civilisationen bliver af de fleste grønne anarkister beskrevet som samlingen af de institutioner der er ansvarlige for destruktionen af den menneskelige frihed og naturen. Fysisk kan civilisationen "fastsættes" som tilpasningen af dyr, planter og mennesker. Landbrug medførte en overflod og et grundlag for at disse institutioner kunne blive til. Før landbruget, levede mennesker oftest i autonome grupper af jægere/samlere, uden ledere, autoriteter, organiseret vold, miljømæssig ødelæggelse osv. Jæger/samlere bliver anset for at være vores anarkistiske forfædre eftersom alle mennesker levede på denne måde i omkring 2 millioner år før det organiserede civiliserede massesamfund tog over.
Kritikken af kapitalismen i forhold til miljø og økologi tager særligt udgangspunkt i opfattelsen af kapitalismens drivkraft, nemlig kapitalakkumulationen, altså jagten efter profit, hvorved naturen nedprioriteres.

## Læs også
- Anarkisme
- Anarko-primitivisme
- Derrick Jensen
- Grøn ideologi

## Eksterne referencer
- http://www.greenanarchy.org/ Arkiveret 17. december 2014 hos  Wayback Machine
- Green anarchism
- http://www.anti-civilisation.tk/ Arkiveret 18. august 2018 hos  Wayback Machine

| Politik | Spire Denne artikel om politik og ideologi er en spire som bør udbygges. Du er velkommen til at hjælpe Wikipedia ved at udvide den. |